# Anne Cobden-Sanderson

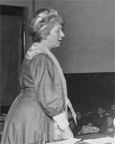
Anne Cobden-Sanderson 1907

Anne Cobden-Sanderson oder Julia Sarah Anne Cobden (* 26. März 1853 in London; † 2. November 1926 in Hammersmith) war eine britische Sozialistin und Suffragette.

## Leben
Cobden wurde 1853 in London in die Familie des radikalen Politikers Richard Cobden und dessen Ehefrau Catherine Anne geboren. Nach dem Tod ihres Vaters besuchte sie Schulen im Vereinigten Königreich und Deutschland. Eine Zeitlang wohnte sie im Haus von George MacDonald und später im Haus von William Morris. 1882 heiratete sie den ehemaligen Anwalt T. J. Sanderson; das Paar nahm den gemeinsamen Ehenamen Cobden-Sanderson an.
Anne war beunruhigt darüber, dass ihr Ehemann das Denken den Taten vorzog, sodass sie ihn dazu brachte, sich als Buchbinder zu betätigen. Das Ehepaar bewegte sich bereits in den sozialen Kreisen um William Morris und Jane Burdon, und es war ihr Ehemann, der zuerst den Begriff des Arts and Crafts geprägt hat. Morris hatte bereits Kelmscott Press gegründet, als Annes Ehemann und der Photograph Emery Walker gemeinsam eine Druckerei gründeten. Die Druckerei erhielt den Namen Doves Press und die Einnahmen wurden geteilt. Das Startkapital von £1600 hatte Anne zur Verfügung gestellt. Es war vereinbart, dass im Falle einer Beendigung der Partnerschaft Walker berechtigt sein würde, ein Exemplar der Schrift zu behalten, den die Druckerei entwickele. Die Schrift wurde entworfen, und Annes zielstrebiger Ehemann schuf die Doves Bible unter strikter Befolgung der Art-and-Crafts-Prinzipien. Das Vorhaben brachte einen Gewinn von £500 ein. Doch 1906 gerieten die Partner wegen Walkers Mangel an Interesse einerseits und der Besessenheit von Annes Ehemann andererseits in Streit. Trotz der Vereinbarung gab Annes Ehemann die Kopie der Schriftart jedoch nicht heraus, sondern sorgte dafür, dass diese in die Themse geworfen wurde.

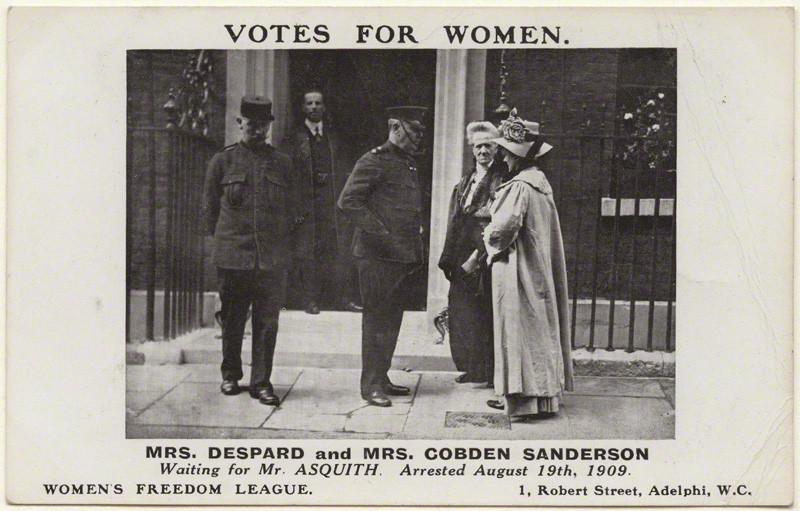
Anne Cobden-Sanderson vor 10 Downing Street kurz bevor sie 1909 verhaftet wurde.

Cobden-Sanderson war für die Independent Labour Party tätig und wurde gemeinsam mit Minnie Baldock und Nellie Martel wegen ungebührlichen Verhaltens verhaftet, als sie im Oktober 1906 bei der Parlamentseröffnung für das Frauenwahlrecht demonstrierten. George Bernard Shaw schrieb einen Protestbrief, und Anne wurde nach einem Monat Haft entlassen. Sie war ein Gründungsmitglied der Women’s Freedom League und 1909 an der Bildung der Women’s Tax Resistance League beteiligt.
Im Jahr 1907 lud Harriet Stanton Blatch Cobden-Sanderson in die Vereinigten Staaten ein, um den amerikanischen Suffragetten von den Protestmethoden zu berichten, wie sie von der Bewegung im Vereinigten Königreich benutzt wurden. Auf der Reise wurde sie von ihrem Ehemann begleitet, der, während sie Vorträge hielt, als prominenter Vertreter des britischen Arts and Craft Movement gefeiert wurde.
Ihr Ehemann starb 1922. Nach seinem Tod bezahlte Anne Cobden-Sanderson eine große Summe an Emery Walker, um diesen dafür zu entschädigen, dass ihr Ehemann alle Kopien der Schriftart in die Themse geworfen hatte.
Cobden-Sanderson starb 1926 in Hammersmith.